# Дейтона-Біч
Дейтона-Біч (англ. Daytona Beach) — місто (англ. city) в США, в окрузі Волусія на середньому сході штату Флорида. Населення — 72 647 осіб (2020). Місто входить до агломерації Делтона-Дейтона-Біч-Ормонд-Біч з населенням 443 343 особи (2009 рік), що є підагломерацією Орландо-Делтона-Дейтона-Біч з загальним населенням 2 747 614 особи (2009 рік).
Місто — популярний центр міжнародного туризму і відпочинку. У ньому щорічно відбуваються відомі міжнародні автоперегони «Дейтона 500» (англ. Daytona 500).

## Історія
Назва міста походить від імені Матаяс Дей (англ. Matthias Day), котрий закупив 3 200 акрів (13 км²) місцевості у 1870 році над річкою Галіфакс (англ. Halifax), маючи намір побудувати там же нове місто.

## Географія
Дейтона-Біч розташована за координатами 29°11′50″ пн. ш. 81°5′17″ зх. д. / 29.19722° пн. ш. 81.08806° зх. д. (29.197328, -81.088145).  За даними Бюро перепису населення США в 2010 році місто мало площу 165,18 км², з яких 151,28 км² — суходіл та 13,90 км² — водойми. В 2017 році площа становила 176,45 км², з яких 169,91 км² — суходіл та 6,54 км² — водойми.

### Клімат
Клімат у Дейтона-Біч вологий субтропічний. Місто потерпає від ураганів з липня по вересень. У цей час спостерігається велика кількість опадів, висока температура й вологість повітря. В інші пори — помірні температури з невеликими прохолодними періодами.
Середньодобова температура липня — +29 °C, січня — +15 °C. Щорічні опади з піком на червень-жовтень місяці.
| Клімат : Дейтона-Біч                       | Клімат : Дейтона-Біч | Клімат : Дейтона-Біч | Клімат : Дейтона-Біч | Клімат : Дейтона-Біч | Клімат : Дейтона-Біч | Клімат : Дейтона-Біч | Клімат : Дейтона-Біч | Клімат : Дейтона-Біч | Клімат : Дейтона-Біч | Клімат : Дейтона-Біч | Клімат : Дейтона-Біч | Клімат : Дейтона-Біч | Клімат : Дейтона-Біч |
| Показник                                   | Січ.                 | Лют.                 | Бер.                 | Квіт.                | Трав.                | Черв.                | Лип.                 | Серп.                | Вер.                 | Жовт.                | Лист.                | Груд.                | Рік                  |
| Абсолютний максимум, °C                    | 33,3                 | 31,7                 | 33,3                 | 35,6                 | 37,8                 | 38,9                 | 38,9                 | 38,3                 | 37,2                 | 35,0                 | 32,2                 | 31,1                 | 38,9                 |
| Середній максимум, °C                      | 20,2                 | 21,5                 | 23,6                 | 26,2                 | 29,3                 | 31,3                 | 32,3                 | 32,0                 | 30,5                 | 27,8                 | 24,4                 | 21,3                 | 26,7                 |
| Середній мінімум, °C                       | 8,5                  | 10,1                 | 12,3                 | 14,8                 | 18,6                 | 21,9                 | 22,8                 | 23,0                 | 22,3                 | 18,8                 | 14,1                 | 10,3                 | 16,5                 |
| Абсолютний мінімум, °C                     | −9,4                 | −4,4                 | −3,3                 | 0,0                  | 4,4                  | 11,1                 | 15,6                 | 17,2                 | 11,1                 | 3,9                  | −3,9                 | −7,2                 | −9,4                 |
| Середня кількість сонячних годин на місяць | 217                  | 226                  | 279                  | 270                  | 279                  | 270                  | 279                  | 279                  | 240                  | 217                  | 210                  | 217                  | 2983                 |
| Днів з дощем                               | 7,5                  | 7,3                  | 8,2                  | 5,8                  | 6,8                  | 13,3                 | 12,8                 | 14,0                 | 13,5                 | 10,6                 | 7,7                  | 7,5                  | 115,0                |
| ------------------------------------------ | -------------------- | -------------------- | -------------------- | -------------------- | -------------------- | -------------------- | -------------------- | -------------------- | -------------------- | -------------------- | -------------------- | -------------------- | -------------------- |
| Джерело: NOAA                              |                      |                      |                      |                      |                      |                      |                      |                      |                      |                      |                      |                      |                      |

## Демографія
Згідно з переписом 2010 року, у місті мешкало 61 005 осіб у 27 314 домогосподарствах у складі 12 688 родин. Густота населення становила 369 осіб/км².  Було 33920 помешкань (205/км²).
Расовий склад населення:
| - 57,8 % — білих - 35,4 % — чорних або афроамериканців - 2,3 % — азіатів - 0,4 % — корінних американців - 1,8 % — осіб інших рас |

До двох чи більше рас належало 2,3 %. Частка іспаномовних становила 6,2 % від усіх жителів.
За віковим діапазоном населення розподілялося таким чином: 15,8 % — особи молодші 18 років, 65,7 % — особи у віці 18—64 років, 18,5 % — особи у віці 65 років та старші. Медіана віку мешканця становила 39,8 року. На 100 осіб жіночої статі у місті припадало 99,9 чоловіків;  на 100 жінок у віці від 18 років та старших — 99,3 чоловіків також старших 18 років.
Середній дохід на одне домашнє господарство  становив 41 723 долари США (медіана — 27 901), а середній дохід на одну сім'ю — 51 944 долари (медіана — 40 100). Медіана доходів становила 31 983 долари для чоловіків та 31 289 доларів для жінок. За межею бідності перебувало 31,7 % осіб, у тому числі 50,9 % дітей у віці до 18 років та 13,0 % осіб у віці 65 років та старших.
Цивільне працевлаштоване населення становило 24 458 осіб. Основні галузі зайнятості: освіта, охорона здоров'я та соціальна допомога — 25,3 %, роздрібна торгівля — 17,9 %, мистецтво, розваги та відпочинок — 15,4 %.

## Спорт

### Автоперегони
Місто всесвітньо відоме гоночним треком Дейтонська Міжнародна Автомагістраль (англ. Daytona International Speedway), на якому відбуваються авто- та мотогонки.

### Бейсбол
У Дейтона-Біч є одна професійна бейсбольна спорткоманда «Дейтона Кабс» (англ. Daytona Cubs), котра належить бейсбольному клубу «Чикаго Кабс» (англ. Chicago Cubs) та є членом молодшої ліги «А» у Флориді.

## Транспорт
Дейтона-Біч — міжнародний аеропорт (IATA: DAB — ІКАО: KDAB), на середно-західній околиці, обслуговуює місто.

## Освіта
У м. Дейтона-Біч знаходиться Університет Центральної Флориди.
- Bethune-Cookman University
- Daytona State College
- Embry-Riddle Aeronautical University

### Музеї
- Музей мистецтв і наук (Дейтона-Біч)

## Міста-побратими
- Байонна, Франція